# Maria João (cantora)
Maria João (Lisboa, 27 de junho de 1956), nascida Maria João Monteiro Grancha, é uma cantora portuguesa de jazz.

## Biografia
Maria João Monteiro Grancha nasceu em Lisboa, filha de pai português e mãe moçambicana.  Na infância e na adolescência era considerada muito rebelde, tendo sido expulsa ou convidada a sair de 5 colégios.  Na mesma altura, dedicou-se ao desporto durante vários anos, que lhe incutiam regras, tendo praticado natação, judo, karaté e aikido, onde chegou a ser cinturão negro. Nos anos 70, começou também a dar aulas de natação a crianças autistas. Foi apenas em 1976 que descobriu a paixão pela música, quando frequentou um curso de nadadora-salvadora e constatou que tinha uma boa voz.
Em 1982, um amigo desafiou-a a e inscrever-se na Escola de Jazz do Hot Club, em Lisboa. Na audição, improvisou o clássico de Cole Porter, “Night and Day”. Foi admitida de imediato. Ainda no Hot Club, em 1983, formou o seu primeiro grupo e estreou-se em concerto na abertura de um restaurante, onde fez uma série de improvisos e começou a apresentar-se em casas noturnas de Lisboa.
Em 1985, lançou definitivamente a sua carreira, depois de ter recebido boas críticas graças à sua atuação no Festival de Jazz de Cascais. No mesmo ano, gravou o disco Cem Caminhos, e fez ainda uma digressão na Alemanha. No ano seguinte, regressou ao estúdio para gravar o álbum Conversa e iniciou uma colaboração com a pianista japonesa Aki Takase. O contacto com a pianista marcou a viragem para um estilo e repertório mais seus, orientados para o free jazz.
Em 1990, nasceu o seu filho, João Carlos. Maria João voltou a Portugal, depois de viajar pela Europa, envolvendo-se num projeto com o grupo português Cal Viva, de Carlos Bica, José Peixoto, José Salgueiro e Mário Laginha. Em 1992, Maria João trabalhou com a cantora Lauren Newton e em quarteto com Christof Lauer, Bob Stenson e Mário Laginha, participando igualmente no Europália e na Expo de Sevilha. No mesmo ano, assinou contrato com a editora Verve.
[Curiosidade: João Carlos/Jonas, o filho, foi concorrente do programa 'Os Traidores', da SIC.  ]
Com Mário Laginha, em 1994, formou um duo. Desta parceria, podem-se destacar os álbuns Cor (1998) — o qual evoca os 500 anos dos descobrimentos portugueses — e Lobos, Raposas e Coiotes (1999), no qual gravou duas famosas canções brasileiras, "Beatriz" e "Asa Branca".
O álbum Chorinho Feliz, (2000), lançado em comemoração aos 500 anos da presença portuguesa no Brasil, conta com a participação de músicos como Gilberto Gil e Lenine e outros músicos como Helge A. Norbakken, Toninho Ferragutti e Nico Assumpção.
Em 2001 foi lançado o disco do projeto Mumadji, quarteto formado por Maria João, Mário Laginha, Helge Norbakken e Toninho Ferragutti.
Em 2003 foi lançado o álbum Undercovers com releituras de grandes sucessos da música universal - incluindo "O Quereres", de Caetano Veloso. Em 2003, foi a diretora da academia do programa Operação Triunfo, na RTP.
2004 foi o ano do disco Tralha, com temas originais de Mário Laginha.
A 30 de janeiro de 2006, foi agraciada com o grau de Comendador da Ordem do Infante D. Henrique.
Em 2007 lançou  a solo o disco João. Volta a colaborar na 3.ª edição do programa Operação Triunfo.
Desde 2009, juntamente com o teclista João Farinha, lidera o projecto OGRE, banda que mistura jazz com música eletrónica.
Em junho de 2016 participou no "Experimenta Portugal", programa cultural promovido pelo Consulado Geral de Portugal em São Paulo em torno do Dia de Portugal, de Camões e das Comunidades Portuguesas, com uma apresentação musical no Auditório Ibirapuera - Oscar Niemeyer, com a Orquestra Jazz Sinfônica, sob regência do maestro João Maurício Galindo, e com a participação dos guitarristas do fado de Coimbra Ricardo Dias e Luís Ferreirinha.

## Discografia
- Quinteto Maria João (1983) Quinteto Maria João
- Cem Caminhos (1985) Quinteto Maria João
- Conversa (1986)
- Looking For Love (1988) Maria João e Aki Takase
- Alice (1990) Maria João, Aki Takase e Niels Henning Orsted-Pedersen
- Sol (1991) Maria João e Cal Viva (José Peixoto, Carlos Bica, José Salgueiro, Mário Laginha e Ermenio de Melo)
- Danças (1994) Maria João e Mário Laginha
- Fábula (1996) Maria João e Mário Laginha Ralph Towner, Dino Saluzzi
- Cor (1998) Maria João e Mário Laginha, Trilok Gurtu e Wolfang Muthspiel
- Lobos Raposas e Coiotes (1999) Maria João e Mário Laginha com a Orquestra Filarmónica de Hannover
- Chorinho Feliz (2000) Maria João e Mário Laginha
- Mumadji Ao Vivo (2001) Mumadji
- Undercovers (2002) Maria João e Mário Laginha
- João (2007) Maria João
- Chocolate (2008) - Maria João e Mário Laginha
- Follow The Songlines (2010) Maria João e David Linx com Mário Laginha e Diederik Wissels
- Amoras e Framboesas (2011) Maria João e Orquestra de Jazz de Matosinhos
- A Different Porgy & Another Bess (2012) - com David Linx & Brussels Jazz Orchestra
- Electrodoméstico (2012) com o projecto OGRE
- Iridescente (2012) Maria João e Mário Laginha
- Plástico (2015) com o projecto OGRE
- A Poesia de Aldir Blanc (2017) Maria João e Convidados

### Coletâneas
- Pensa Nisto! (1996) - Fidjo Magoado
- Etnocity/Underground Sound Of Lisbon (2000) - Saris e Capolanas (remix) (MJML)
- Movimentos Perpétuos (2003)- Mãos Na Parede (MJML)
- Open your mouth (2020) Maria Joao OGRE electric

## Colaborações
- Abbacadabra (1984)
- Júlio Pereira - (1990)
- Júlio Pereira - Tarde Quente (1994)
- António Pinho Vargas Maria João e José Nogueira [A Luz e a Escuridão] (1995)
- Laurent Filipe (1995)
- Bom dia Benjamim - (1995)
- Carlos Bica/Azul (1996)
- Cantigas de Amigos - São Macaio/A Garrafa...(1998)
- Clã - Pois É (1998)
- Dulce Pontes - Modinha das Saias (1999)
- Bana - (1999)
- Joe Zawinul - "Faces & Places" (2002)
- Carinhoso - Ingénuo (2002)
- Simentera - Lua Cheia (2003)
- Pirilampo Mágico (com Mariza e Teresa Salgueiro) - "Faz a Magia Voar" (2003)
- DEP - Quem? (2004)
- Danças Ocultas - (2004)
- Saxofour - [](2004)
- Blasted Mechanism - Avatara (faixa "Power On/Pink Hurricane") (2005)
- Saxofour - [Cinco] (2005)
- José Peixoto - [Pele] (2006)
- Clã - Lua Partida Ao Meio (2006)
- Vera e os Seus Amigos - Papagaio Fofoca (2008)
- Roberto Neri - (2016)
- Octa Push - Cueca (2016)
- Budda Power Blues (2017)

## Prémios
- Prémio Revelação do Ano (1984)[1]
- Prémio Nova Gente como intérprete feminina (1985)[1]
- Festival de Jazz de San Sebastian (1985)[1]
- Distinção Mulheres Criadoras de Cultura, atribuído pelo Estado português (2015)[7]